# Uca tangeri
Uca tangeri (nome valido per SeaLifeBase), Afruca tangeri (nome valido per WoRMS, Uca tangeri sinonimo di Afruca tangeri per WoRMS) è un granchio appartenente alla famiglia Ocypodidae, diffuso dalle coste dell'Africa occidentale a quelle del sud del Portogallo.
La colorazione di questo granchio tende sul colore beige, marroncino oppure giallastro, la sua chela di dimensioni maggiori è di colore bianco sporco, le gambe sono in genere bluastre.